# Mathilda Lundström
Mathilda Lundström (* 1. Dezember 1996 in Stockholm, Schweden) ist eine schwedische Handballspielerin, die dem Kader der schwedischen Nationalmannschaft angehört.

## Vereinskarriere
Lundström begann das Handballspielen beim schwedischen Verein Skogås HK. Später schloss sich die Außenspielerin dem schwedischen Erstligisten Skuru IK an. Mit Skuru nahm die Linkshänderin in der Saison 2016/17 am EHF-Pokal teil. Zur Saison 2020/21 wechselte sie zum Ligakonkurrenten IK Sävehof. Mit Sävehof gewann sie 2022 die schwedische Meisterschaft. Zur Saison 2022/23 wechselte sie zum dänischen Erstligisten Silkeborg-Voel KFUM. Im Sommer 2024 schloss sie sich dem Ligakonkurrenten Horsens HK an.

## Auswahlmannschaften
Lundström gab am 21. März 2018 ihr Debüt für die schwedische Nationalmannschaft. Sie gehörte dem schwedischen Aufgebot für die Europameisterschaft 2018 an. Mit der schwedischen Auswahl belegte sie den vierten Platz bei den Olympischen Spielen in Tokio. Lundström erzielte im Turnierverlauf insgesamt 18 Treffer. Bei der Weltmeisterschaft 2023, in deren Verlauf sie 17 Treffer erzielte, belegte sie mit Schweden den vierten Platz. Auch bei den im darauffolgenden Jahr stattfindenden Olympischen Spielen in Paris belegte sie mit Schweden den vierten Platz. Bislang bestritt sie 88 Partien für Schweden, in denen sie 128 Treffer erzielte.